# Unterseeboot 556
L'Unterseeboot 556 ou U-556 est un sous-marin allemand (U-Boot) de type VIIC utilisé par la Kriegsmarine pendant la Seconde Guerre mondiale.
Le sous-marin fut commandé le 25 septembre 1939 à Hambourg (Blohm & Voss), sa quille fut posée le 2 janvier 1940, il fut lancé le 7 décembre 1940 et mis en service le 6 février 1941, sous le commandement du Kapitänleutnant Herbert Wohlfarth (en).
Il fut coulé en juin 1941 dans l'Atlantique Nord par des corvettes britanniques.

## Conception
Unterseeboot type VII, l'U-556 avait un déplacement de 769 tonnes en surface et 871 tonnes en plongée. Il avait une longueur totale de 67,10 m, un maître-bau de 6,20 m, une hauteur de 9,60 m et un tirant d'eau de 4,74 m. Le sous-marin était propulsé par deux hélices de 1,23 m, deux moteurs diesel Germaniawerft M6V 40/46 de 6 cylindres en ligne de 1 400 chevaux à 470 tr/min, produisant un total de 2 060 à 2 350 kW en surface et de deux moteurs électriques BBC GG UB 720/8 de 375 ch. à 295 tr/min, produisant un total 550 kW, en plongée. Le sous-marin avait une vitesse en surface de 17,7 nœuds (32,8 km/h) et une vitesse de 7,6 nœuds (14,1 km/h) en plongée. Immergé, il avait un rayon d'action de 80 milles marins (150 km) à 4 nœuds (7,4 km/h; 4,6 milles par heure) et pouvait atteindre une profondeur de 230 m. En surface son rayon d'action était de 8 500 milles nautiques (soit 15 700 km) à 10 nœuds (19 km/h).
L'U-556 était équipé de cinq tubes lance-torpilles de 533 mm (quatre montés à l'avant et un à l'arrière) qui contenait quatorze torpilles. Il était équipé d'un canon de 8,8 cm SK C/35 (220 coups) et d'un canon antiaérien de 20 mm Flak. Il pouvait transporter 26 mines TMA ou 39 mines TMB. Son équipage comprenait 4 officiers et 40 à 56 sous-mariniers.

## Historique
Il suit sa période d'entraînement initial à la 1. Unterseebootsflottille jusqu'au 1er avril 1941, puis il intègre son unité de combat dans cette même flottille.

### 1repatrouille
Sa première patrouille du 1er au 30 mai 1941, au départ Kiel, consiste à naviguer dans l'Atlantique nord, au large du Groenland. Le 6 mai, il coule au canon de pont son premier navire, un chalutier de pêche à l'ouest des Îles Féroé.
Le 10 mai, il rejoint le groupe West, attaquant le convoi OB-318 au sud-est du Cap Farewell. La première victime est le navire marchand britannique Aelybryn, torpillé par l'U-556 à 04:42. Gravement endommagé, le navire est remorqué jusqu'à Reykjavik par HMS Hollyhock (K64) (en). Un membre d'équipage du navire britannique meurt lors de l'attaque.
Informé d'une attaque, le convoi se disperse. À 07:52, l'U-556 torpille et coule le navire marchand britannique SS Empire Caribou (en). Neuf membres d'équipage et deux artilleurs sont secourus par HMS Malcolm (D19) (en) ; le commandant, trente-et-un membres d'équipage et deux artilleurs périrent.
Son troisième succès de la journée a lieu à 20:37 : il coule le navire marchand belge Gand. Un membre d'équipage est tué et un autre, blessé. Le commandant, trente-huit membres d'équipage et quatre artilleurs sont sauvés.
Dix jours plus tard, le 20 mai, le groupe attaque le convoi HX-126. Entre 14:48 et 15:16, l'U-556 tire plusieurs torpilles contre le convoi, coulant deux navires marchands britanniques, le Darlington Court de 4 974 tonneaux et le Cockaponset de 5 995 tonneaux. Il envoie par le fond également le pétrolier britannique Darlington Court de 8 470 tonneaux. Chargé d'environ 11 200 tonnes d'essence et de kérosène, le navire prend rapidement feu et brûle pendant trois jours avant de sombrer. Il n'y a aucun survivant parmi les cinquante-trois membres d'équipage.

#### Le naufrage duBismarck
Le 26 mai, lors du retour de patrouille avec peu de carburant et sans torpille, l'U-556 reçoit l'ordre de naviguer à proximité du Bismarck, en étant le plus proche. Le commandant Wohlfarth est le parrain du cuirassé ayant proposé de le protéger en toute circonstance avec son sous-marin.
L'U-556 et le Bismarck étaient en effet voisins au chantier naval Blohm & Voss ; leurs constructions furent terminées à la même époque. En janvier 1941, lors de la mise en service de l'U-556, Ernst Lindemann, commandant du Bismarck, confie le navire au commandant Wohlfarth pour l'occasion.
En remerciement, Wohlfarth élabore un Patenschaftsurkunde (certificat de parrainage), en promettant de protéger le Bismarck quoi qu’il arrive.
Le 26 mai, vers 19h50, répondant à l'ordre de Karl Donitz de protéger le Bismarck, l'U-556 voit dans son périscope l’HMS Ark Royal et le HMS Renown. Le commandant souhaite changer le funeste destin du Bismarck, mais il se trouve à court de torpilles. Wohlfarth songe à attaquer le porte-avions avec son seul canon de 88 mm. Après réflexion, il continue sa route, laissant le Bismarck à son sort.
D'autres U-Boote se regroupent au nord-ouest du Cap Ortegal. Empêché par une violente tempête, le groupe n'atteint sa zone d'opérations que le 26 mai 1941. Ce jour-là, le Bismarck se trouve au nord-ouest de la ligne de patrouille de ces U-Boote. Le 27 mai, le Bismarck coule à 650 km au large de Brest.
L'U-556 arrive à Lorient, en France occupée, le 30 mai 1941, après 30 jours de mer. Wohlfahrt est décoré de la Croix de Chevalier par l'amiral Dönitz.

### 2epatrouille
Sa deuxième patrouille, au départ de Lorient le 19 juin 1941, le conduit dans l'Atlantique.
Le 27 juin, il fut coulé au sud-ouest de l'Islande à la position 60° 24′ N, 20° 00′ O, par des charges de profondeur lancées par les corvettes britanniques HMS Nasturtium (K107) (fi), HMS Celandine et HMS Gladiolus (K34) (en).
Cinq des quarante-six membres d'équipage sont morts dans cette attaque.

## Affectations
- 1. Unterseebootsflottille du 6 février 1941 au 1er avril 1941 (Période de formation).
- 1. Unterseebootsflottille du 1er avril 1941 au 27 juin 1941 (Unité combattante).

## Commandement
- Kapitänleutnant Herbert Wohlfarth (en) du 6 février 1941 au 27 juin 1941 (Croix de chevalier).

## Patrouilles
|       | Commandant               | Départ       | Départ  | Arrivée      | Arrivée | Jours    | Succès   |
| ----- | ------------------------ | ------------ | ------- | ------------ | ------- | -------- | -------- |
| 1     | Kptlt. Herbert Wohlfarth | 1er mai 1941 | Kiel    | 30 mai 1941  | Lorient | 30 jours | 34 538   |
| 2     | Kptlt. Herbert Wohlfarth | 19 juin 1941 | Lorient | 27 juin 1941 | Coulé   | 9 jours  |          |
| Total | Total                    | Total        | Total   | Total        | Total   | 39 jours | 34 538 t |

Note : Kptlt. = Kapitänleutnant

### Opérations Wolfpack
L'U-556 opéra avec les Wolfpacks (meute de loups) durant sa carrière opérationnelle.
- West (10-20 mai 1941)

## Navires coulés
L'U-556 coula 6 navires marchands totalisant 29 552 tonneaux et endommagea 1 navire de 4 986 tonneaux au cours des 2 patrouilles (39 jours en mer) qu'il effectua.
| Date        | Nom              | Nationalité | Tonnage | Fait      |
| ----------- | ---------------- | ----------- | ------- | --------- |
| 6 mai 1941  | Emanuel          | Îles Féroé  | 166     | Coulé     |
| 10 mai 1941 | Aelbryn          | Royaume-Uni | 4 986   | Endommagé |
| 10 mai 1941 | Empire Caribou   | Royaume-Uni | 4 861   | Coulé     |
| 10 mai 1941 | Gand             | Belgique    | 5 086   | Coulé     |
| 20 mai 1941 | British Security | Royaume-Uni | 8 740   | Coulé     |
| 20 mai 1941 | Cockaponset      | Royaume-Uni | 5 995   | Coulé     |
| 20 mai 1941 | Darlington Court | Royaume-Uni | 4 974   | Coulé     |